# 유윤 (촉한)
유윤(劉胤, 231년 ~ 256년)은 중국 촉한(蜀漢)의 소열제(昭烈帝) 유비(劉備)의 손자로, 아버지는 유리(劉理)이다.

## 행적
연희 7년(244년)에 유리가 세상을 떠나자 후사를 이었는데, 연희 19년(256년)에 죽었다. 시호는 애왕(哀王)이다.